# Ram-Zet
Ram-Zet – norweski zespół, wykonujący avantgarde metal, założony w 1998 roku
Muzyka Ram-Zet to bardzo rozmaite sięganie od black metalu do thrash metalu. To również industrialowe brzmienia i progresywna struktura. Zespół wykorzystuje folkowe instrumenty.
Niektórzy słuchacze określają twórczość tego zespołu jako schizo-metal.

## Muzycy
Obecny skład zespołu
- Henning "Zet" Ramseth - wokal prowadzący, gitara (od 1998)
- Miriam Elisabeth "Sfinx" Renvåg - wokal prowadzący (od 1998)
- Kent "Küth" Frydenlund - perkusja, instrumenty perkusyjne (od 2000)
- Lars Andre "Lanius" Lien - gitara basowa (od 2005)
- Karoline "Ka" Amb - instrumenty klawiszowe, wokal wspierający (od 2008)

Byli członkowie zespołu
- Kjell "Solem" Solem  - gitara basowa (2000-2004)
- Magnus Østvang - instrumenty klawiszowe (2000-2007)
- Ingvild "Sareeta" Johannesen - skrzypce, wokal wspierający (2000-2010)
- Jon-Øyvind "Jon Daniel" Nordby - gitara basowa (2004-2005)

## Dyskografia
- Pure Therapy (2000, Spikefarm Records/Century Media Records)
- Escape (2002, Spikefarm Records)
- Intra (2005, Tabu Recordings)
- Neutralized (2009, Ascendance Records)
- Freaks in Wonderland (2012, Buil2Kill Records)

## Nagrody i wyróżnienia
| Rok  | Nagroda                | Kategoria            | Uwagi   |
| ---- | ---------------------- | -------------------- | ------- |
| 2001 | Spellemannprisen, 2000 | Metal (Pure Therapy) | Nagroda |